# Jimmy Heuga
Jimmy Heuga, właśc. James Frederic Heuga (ur. 22 września 1943 w San Francisco, zm. 8 lutego 2010 w Louisville) – amerykański narciarz alpejski, brązowy medalista igrzysk olimpijskich i mistrzostw świata.

## Kariera
Pierwszą dużą międzynarodową impreza w karierze Heugi były mistrzostwa świata w Chamonix w 1962 roku. Zajął tam piąte miejsce w kombinacji alpejskiej oraz dwunaste w slalomie i slalomie gigancie. Pierwszy sukces osiągnął podczas igrzysk olimpijskich w Innsbrucku w 1964 roku, gdzie wywalczył brązowy medal slalomie. W zawodach tych wyprzedzili go jedynie Austriak Josef Stiegler oraz kolejny reprezentant USA, Billy Kidd. Wspólnie z Kiddem byli pierwszymi reprezentantami USA, którzy zdobyli medale olimpijskie w narciarstwie alpejskim. Był to jednocześnie jedyny medal wywalczony przez niego na międzynarodowej imprezie tej rangi. Na tych samych igrzyskach wystartował także w gigancie, uzyskując piąty czas. Amerykanin został jednak zdyskwalifikowany po zakończeniu zawodów, a jego wynik anulowano. Na rozgrywanych cztery lata później igrzyskach olimpijskich w Grenoble był siódmy w slalomie i dziesiąty w gigancie. W międzyczasie wystartował na mistrzostwach świata w Portillo, gdzie jego najlepszym wynikiem było czwarte miejsce w kombinacji. Walkę o medal przegrał tam z Ludwigiem Leitnerem z RFN o 1,76 punktu. Zajął tam również szóste miejsce w slalomie, tracąc do podium nieco ponad 1 sekundę.
W Pucharze Świata zadebiutował 9 stycznia 1967 roku w Adelboden, zajmując dziewiąte miejsce w slalomie gigancie. Tym samym już w swoim debiucie wywalczył pierwsze pucharowe punkty. Dwa miesiące później, 11 marca 1967 roku we Franconii po raz pierwszy stanął na podium zawodów tego cyklu, zajmując drugie miejsce slalomie. Lepszy był tam tylko Francuz Jean-Claude Killy, a trzecie miejsce zajął Austriak Herbert Huber. W kolejnych startach na podium znalazł się jeszcze dwukrotnie: 19 marca 1967 roku w Vail i 25 marca 1967 roku w Jackson Hole był drugi w gigancie. W klasyfikacji generalnej w sezonu 1966/1967 zajął ostatecznie szóste miejsce, a w klasyfikacji giganta był trzeci za Killym i kolejnym Francuzem, Georges’em Mauduitem. Startował także w sezonie 1967/1968, jednak nie stawał już na podium. Jego najlepszym wynikiem było szóste miejsce w slalomie wywalczone 16 marca 1968 roku w Aspen. W klasyfikacji generalnej zajął tym razem 27. miejsce. Ponadto w 1964 roku wygrał slalom i kombinację podczas zawodów Arlberg-Kandahar w niemieckim Garmisch-Partenkirchen. W 1968 roku zakończył karierę.
W 1963 roku został mistrzem kraju w slalomie.
Zmarł w lutym 2010 roku w wyniku komplikacji związanych ze stwardnieniem rozsianym, chorobą na którą choruje także złoty medalista w slalomie z igrzysk w Innsbrucku, Josef Stiegler.

## Osiągnięcia

### Igrzyska olimpijskie
| Miejsce | Dzień     | Rok  | Miejscowość | Konkurencja | Czas biegu  | Strata  | Zwycięzca         |
| ------- | --------- | ---- | ----------- | ----------- | ----------- | ------- | ----------------- |
| DSQ     | 2 lutego  | 1964 | Innsbruck   | Gigant      | 1:46,71 min | –       | François Bonlieu  |
| 3.      | 8 lutego  | 1964 | Innsbruck   | Slalom      | 2:11,13 min | +0,39 s | Josef Stiegler    |
| 10.     | 12 lutego | 1968 | Grenoble    | Gigant      | 3:29,28 min | +4,61 s | Jean-Claude Killy |
| 7.      | 17 lutego | 1968 | Grenoble    | Slalom      | 1:39,73 min | +1,24 s | Jean-Claude Killy |

### Mistrzostwa świata
| Miejsce | Dzień       | Rok  | Miejscowość | Konkurencja | Czas biegu  | Strata     | Zwycięzca         |
| ------- | ----------- | ---- | ----------- | ----------- | ----------- | ---------- | ----------------- |
| 12.     | 12 lutego   | 1962 | Chamonix    | Slalom      | 2:21,67 min | ?          | Charles Bozon     |
| 12.     | 15 lutego   | 1962 | Chamonix    | Gigant      | 1:38,97 min | ?          | Egon Zimmermann   |
| 25.     | 18 lutego   | 1962 | Chamonix    | Zjazd       | 2:24,33 min | ?          | Karl Schranz      |
| 5.      | 18 lutego   | 1962 | Chamonix    | Kombinacja  | 11,04 pkt   | +97,11 pkt | Karl Schranz      |
| DSQ     | 2 lutego    | 1964 | Innsbruck   | Gigant      | 1:46,71 min | –          | François Bonlieu  |
| 3.      | 8 lutego    | 1964 | Innsbruck   | Slalom      | 2:11,13 min | +0,39 s    | Josef Stiegler    |
| 19.     | 7 sierpnia  | 1966 | Portillo    | Zjazd       | 1:34,40 min | ?          | Jean-Claude Killy |
| 13.     | 10 sierpnia | 1966 | Portillo    | Gigant      | 3:19,42 min | ?          | Guy Périllat      |
| 6.      | 14 sierpnia | 1966 | Portillo    | Slalom      | 1:41,56 min | +2,13 s    | Carlo Senoner     |
| 4.      | 14 sierpnia | 1966 | Portillo    | Kombinacja  | 20,92 pkt   | +35,79 pkt | Jean-Claude Killy |
| 10.     | 12 lutego   | 1968 | Grenoble    | Gigant      | 3:29,28 min | +4,61 s    | Jean-Claude Killy |
| 7.      | 17 lutego   | 1968 | Grenoble    | Slalom      | 1:39,73 min | +1,24 s    | Jean-Claude Killy |

### Puchar Świata

#### Miejsca w klasyfikacji generalnej
- sezon 1966/1967: 6.
- sezon 1967/1968: 27.

#### Miejsca na podium w zawodach
1. Franconia – 11 marca 1967 (gigant) – 2. miejsce
2. Vail – 19 marca 1967 (slalom) – 2. miejsce
3. Jackson Hole – 25 marca 1967 (slalom) – 2. miejsce